# Charley Chase
Charley Chase, właśc. Charles Joseph Parrott Junior (ur. 1893, zm. 1940) – amerykański aktor, reżyser i scenarzysta kina niemego.
Karierę filmową rozpoczął w 1912 roku. Pojawił się w kilku filmach z Mackiem Sennettem i Charlie Chaplinem. Rozpoczął pracę jako reżyser w 1920 roku, tworząc kilka filmów z serii Our Gang wyłącznie z udziałem dziecięcych aktorów. Następnie występował jako aktor w komediach w reżyserii Leo McCareya.
W 1929 roku Chase przeszedł do biznesu filmów dźwiękowych, w przeciwieństwie do innych aktorów przetrwał przejście bez spadku popularności. W 1933 roku gościnnie wystąpił w filmie Sons of the Desert z Flipem i Flapem. Następnie pracował w Columbia Pictures.
Z powodu trybu życia i alkoholizmu zmarł w 1940 roku.
Został uhonorowany gwiazdą w Alei Gwiazd Hollywood.